# Gärdsgårdslav
Gärdsgårdslav (Cetraria sepincola) är en lavart som först beskrevs av Jakob Friedrich Ehrhart, och fick sitt nu gällande namn av Erik Acharius. Gärdsgårdslav ingår i släktet Cetraria och familjen Parmeliaceae.  Arten är reproducerande i Sverige. Inga underarter finns listade i Catalogue of Life.